# Bernd Leno
Bernd Leno (* 4. März 1992 in Bietigheim-Bissingen) ist ein deutscher Fußballtorwart. Er steht seit der Saison 2022/23 beim FC Fulham unter Vertrag und spielte zwischen 2016 und 2024 für die A-Nationalmannschaft.

## Leben
Bernd Lenos Eltern sind Russlanddeutsche aus Anapa und kamen 1989 als Aussiedler aus der Sowjetunion nach Westdeutschland, wo sie sich in Baden-Württemberg niederließen. Leno wuchs zusammen mit seinem Bruder in seiner Geburtsstadt Bietigheim-Bissingen nahe der Landeshauptstadt Stuttgart auf.
Leno besuchte bis zum Sommer 2011 die Johann-Friedrich-von-Cotta-Schule in Stuttgart und erlangte dort die Fachhochschulreife. Nach seinem Wechsel zu Bayer 04 Leverkusen bezog Leno eine Wohnung in der Kölner Südstadt.

## Vereinskarriere

### VfB Stuttgart

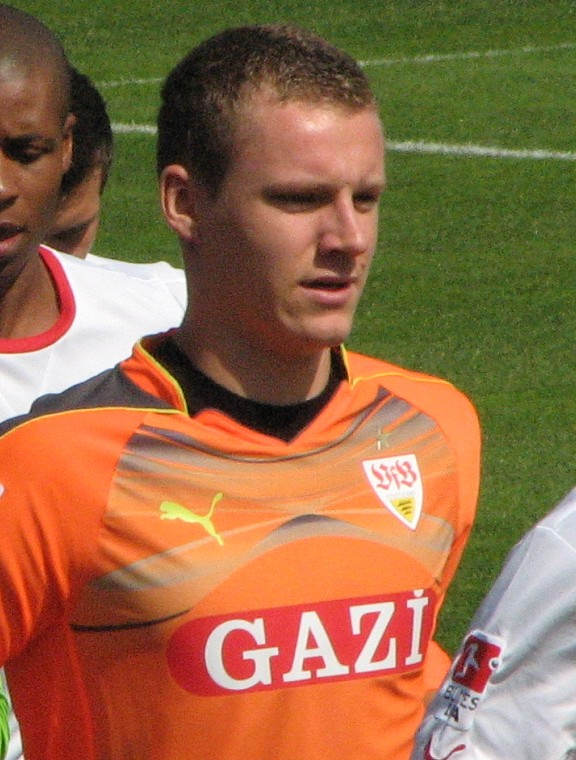
Leno im Training bei der ersten VfB-Mannschaft (2011)

Leno begann mit sechs Jahren beim SV Germania Bietigheim mit dem Fußballspielen und wechselte 2003 in die Jugendabteilung des VfB Stuttgart. In der Saison 2008/09 wurde er mit den Schwaben deutscher B-Juniorenmeister. Noch während seiner Zeit als Jugendspieler gab Leno am 19. Dezember 2009 bei der 1:2-Auswärtsniederlage gegen den 1. FC Heidenheim am 21. Spieltag der Saison 2009/10 sein Profidebüt für die Reservemannschaft des VfB Stuttgart in der 3. Liga.
Im Mai 2011 unterschrieb Leno beim VfB einen Profivertrag bis zum 30. Juni 2014. Zum Beginn der Saison 2011/12 stieg er damit zum dritten Torhüter der ersten Mannschaft auf, wurde jedoch weiterhin als Stammkeeper in der Reservemannschaft eingesetzt.

### Bayer 04 Leverkusen

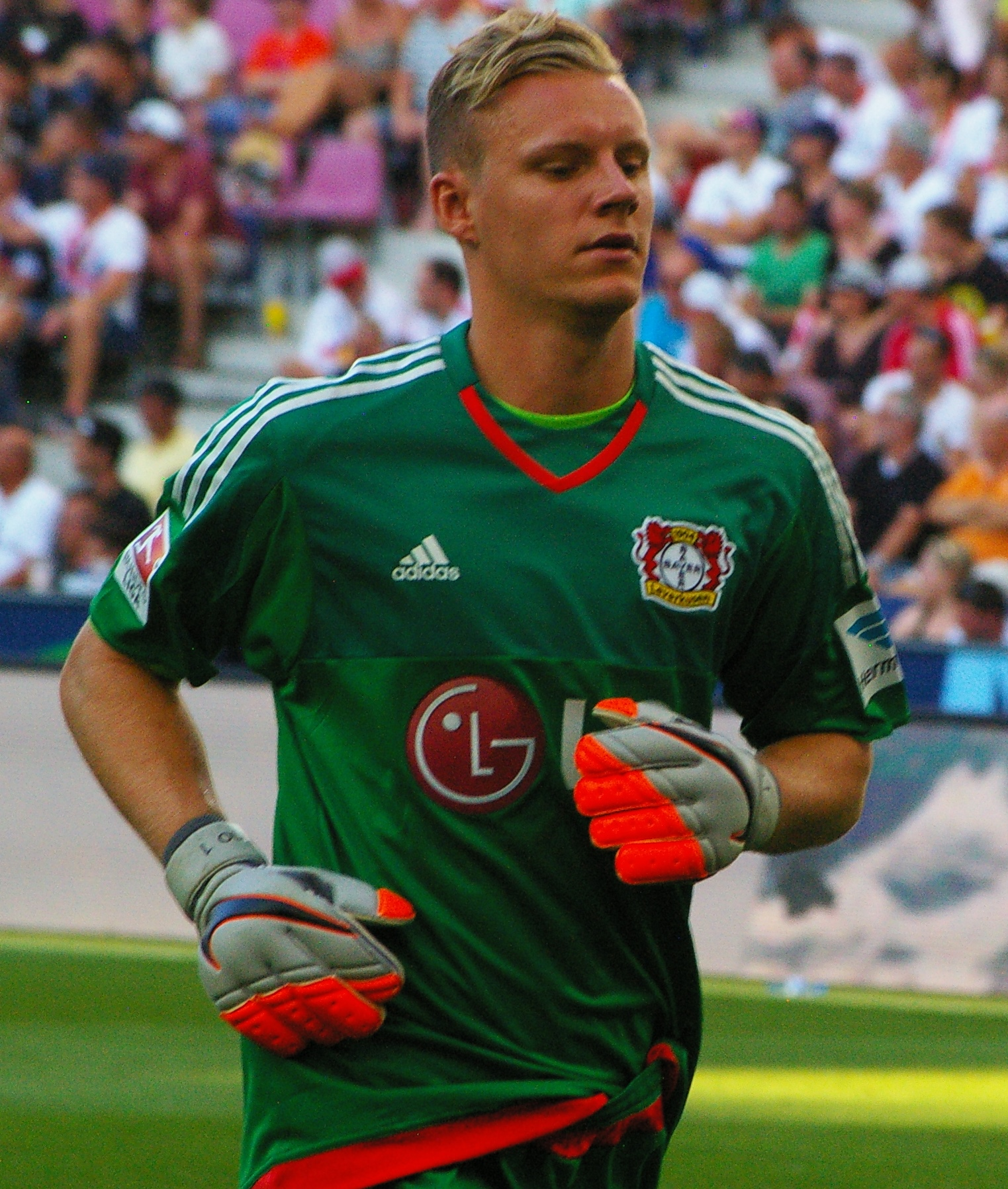
Leno im Trikot von Bayer 04 Leverkusen, 2015

Am 10. August 2011 wurde Leno bis zum Jahresende 2011 an Bayer 04 Leverkusen ausgeliehen, da deren Stammtorhüter René Adler zum Saisonbeginn verletzungsbedingt ausgefallen war. Vier Tage nach dem Abschluss dieses auf knapp fünf Monate befristeten Leihgeschäfts gab Leno am zweiten Spieltag sein Bundesligadebüt beim 1:0-Heimsieg der Leverkusener gegen Werder Bremen. Nachdem er am vierten Spieltag beim 0:0-Unentschieden im Heimspiel gegen Borussia Dortmund zum dritten Mal in Folge ohne Gegentreffer geblieben war, wurde Leno vom ZDF-Sportstudio zum Topspieler des Abends gekürt. Vor Leno blieben nur Dirk Krüssenberg und Heribert Macherey in ihren drei ersten Bundesligaspielen ohne Gegentor. Sein Debüt in der Champions League absolvierte Leno am 13. September 2011, dem ersten Spieltag der Gruppenphase in der Saison 2011/12, bei der 0:2-Auswärtsniederlage gegen den FC Chelsea. Mit 19 Jahren und 193 Tagen war er der jüngste deutsche Torhüter, der in der Königsklasse eingesetzt wurde. Knapp vier Jahre später wurde Leno von Timon Wellenreuther abgelöst, der mit 19 Jahren und 77 Tagen in der Champions League spielte. 
Zum 1. Januar 2012 wechselte Leno schließlich fest zu Bayer 04 Leverkusen und wurde Stammtorwart. Er unterzeichnete einen Fünfeinhalbjahresvertrag bis zum 30. Juni 2017. Am 23. August 2014 bestritt er gegen Borussia Dortmund sein 100. Bundesligaspiel für die Leverkusener.
Zwischen dem 28. Februar und 11. April 2015 (23. bis 28. Spieltag der Bundesliga-Saison 2014/15) musste Leno während 527 Minuten kein Gegentor hinnehmen und stellte damit einen Vereinsrekord auf, den bis dahin Rüdiger Vollborn aus der Saison 1983/84 mit 485 Minuten gehalten hatte. Am 16. April 2016 konnte Leno während des Spiels gegen Eintracht Frankfurt (30. Spieltag der Folgesaison) den Rekord einstellen; erst am 23. April musste er beim FC Schalke 04 in der 14. Minute wieder ein Gegentor hinnehmen, womit er den Rekord auf nun 588 Minuten erhöhen konnte.
Unmittelbar vor dem ersten Heimspiel der Saison 2016/17 am 10. September 2016 verkündete Bayer 04 Leverkusen, dass Lenos Vertrag bis Ende Juni 2020 verlängert worden sei.

### FC Arsenal
Zur Saison 2018/19 wechselte Leno zum FC Arsenal in die Premier League. Bei den Londonern wurde er sofort zum Stammtorwart.

### FC Fulham
Im August 2022 wechselte Leno innerhalb der Premier League zum Aufsteiger FC Fulham, wo er einen Vertrag bis zum Jahr 2025 unterschrieb. Im Jahr 2024 verlängerte er seinen Vertrag bis zum Jahr 2027.

## Nationalmannschaftskarriere

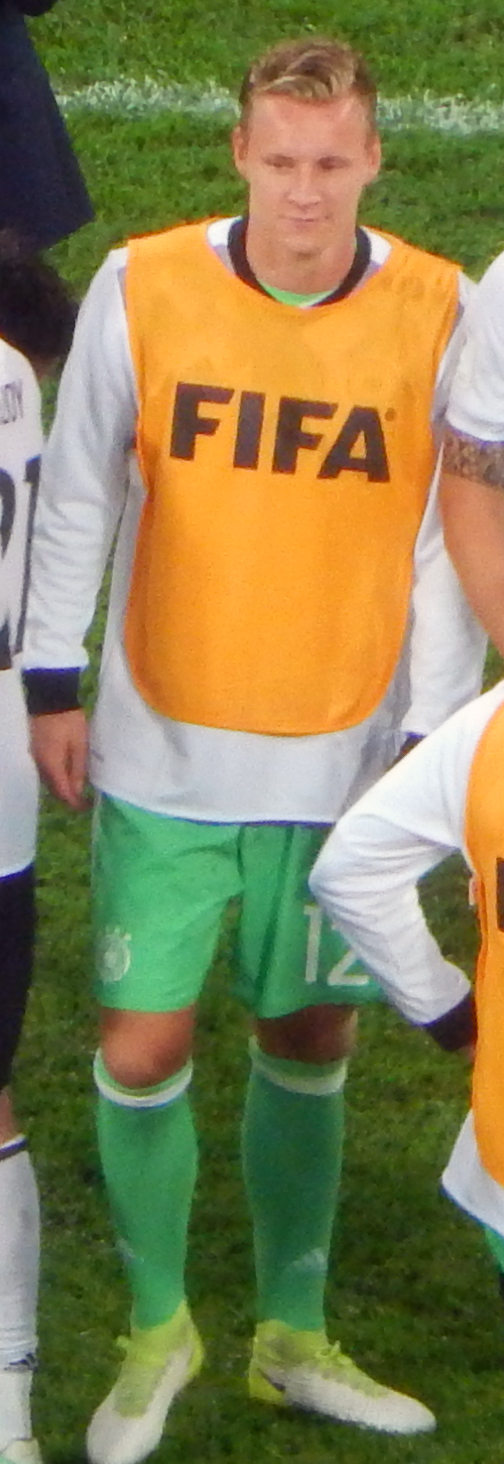
Leno am Rande des Finals des Confed-Cups 2017

### U-Auswahlen
Leno wurde mit der deutschen U17-Nationalmannschaft 2009 Europameister, kam im Verlaufe des Turniers als Ersatztorhüter für Marc-André ter Stegen aber nicht zum Einsatz. Er nahm mit dieser Auswahl auch 2009 an der U17-Weltmeisterschaft teil.
Am 14. August 2012 debütierte Leno beim 6:1-Sieg im Freundschaftsspiel gegen Argentinien in der U21-Nationalmannschaft. Anschließend kam er auch in der Qualifikation zur U21-Europameisterschaft 2013 und 2015 zum Einsatz.

### A-Auswahl
Im Oktober 2015 wurde Leno – schon lange als Kandidat gehandelt, aber bisher hinter Ron-Robert Zieler und ter Stegen gelegen – für die EM-Qualifikationsspiele gegen Irland und Georgien zum ersten Mal von Bundestrainer Joachim Löw in den Kader der A-Nationalmannschaft berufen, in denen er jedoch nicht zum Einsatz kam.
Am 17. Mai 2016 berief Löw Leno gemeinsam mit ter Stegen hinter Manuel Neuer in den vorläufigen Kader für die EM in Frankreich. Sein Debüt gab er am 29. Mai 2016 im Freundschaftsspiel gegen die Slowakei, in dem er von Beginn an aufgeboten wurde und zwei Gegentreffer hinnehmen musste. Er wurde zur zweiten Halbzeit für ter Stegen ausgewechselt. Am 31. Mai 2016 wurde er in den endgültigen EM-Kader berufen. Im Turnier kam Leno nicht zum Einsatz. Die deutsche Mannschaft schied nach einer 2:0-Niederlage im Halbfinale gegen den Gastgeber aus.
Für den im Juni und Juli 2017 stattfindenden Konföderationen-Pokal in Russland wurde Leno in das Aufgebot der deutschen Mannschaft berufen. Er kam beim Turnier beim 3:2-Sieg im ersten Spiel gegen Australien zum Einsatz. Am 2. Juli 2017 gewann er mit der DFB-Elf nach einem 1:0-Finalsieg gegen Chile den Titel.
Zur WM 2018 wurde Bernd Leno in den erweiterten Kader der Nationalmannschaft berufen und nahm am Trainingslager in Eppan teil, reiste jedoch nicht mit zum Turnier in Russland, da er von Bundestrainer Löw nicht in den endgültigen WM-Kader berufen wurde.
Mit der deutschen Auswahl erreichte er bei der Europameisterschaft 2021 das Achtelfinale, wo Deutschland gegen England ausschied.

## Titel und Erfolge
VfB Stuttgart
- Deutscher B-Jugend-Meister: 2009

Nationalmannschaft
- FIFA-Konföderationen-Pokal: 2017
- U17-Europameister: 2009

FC Arsenal
- Englischer Pokalsieger: 2020

## Sonstiges
Bernd Leno hatte ein eigenes E-Sport-Team gegründet, das Spieler des Videospiels FIFA unter Vertrag stehen hatte.